# Africada uvular sorda
La africada uvular sorda es un tipo de sonido consonántico , utilizado en algunos idiomas hablados . Los símbolos del Alfabeto Fonético Internacional que representan este sonido son ⟨ q͡χ ⟩ y ⟨ q͜χ ⟩ , y el símbolo X-SAMPA equivalente es . Se puede omitir la barra de unión, dando ⟨ qχ ⟩ en el IPA y en X-SAMPA. q_XqX
También existe la africada preuvular sorda en algunos idiomas, que se articula un poco más al frente en comparación con el lugar de articulación de la africada uvular sorda prototípica, aunque no tan adelante como la africada velar sorda prototípica . El Alfabeto Fonético Internacional no tiene un símbolo separado para ese sonido, aunque se puede transcribir como ⟨ q̟͡χ̟ ⟩ o ⟨ q͡χ˖ ⟩ (ambos símbolos denotan un ⟨ q͡χ ⟩ avanzado ) o ⟨ k̠͡x̠ ⟩ ( retraído ⟨ k͡x ⟩ ). Los símbolos X-SAMPA equivalentes son q_+_X_+y k_-_x_-, respectivamente.

## Características
Características de la africada uvular sorda:
•Su forma de articulación es africada , lo que significa que se produce primero deteniendo el flujo de aire por completo y luego permitiendo que el aire fluya a través de un canal estrecho en el lugar de la articulación, lo que provoca turbulencia.
•Su lugar de articulación es uvular , lo que significa que se articula con la parte posterior de la lengua (el dorso) en la úvula .
•Su fonación es sorda, lo que significa que se produce sin vibraciones de las cuerdas vocales. En algunos idiomas, las cuerdas vocales están activamente separadas, por lo que siempre es sordo; en otros, las cuerdas son laxas, de modo que puede tomar la sonoridad de los sonidos adyacentes.
•Es una consonante oral , lo que significa que el aire solo puede escapar por la boca.
•Es una consonante central , lo que significa que se produce al dirigir la corriente de aire a lo largo del centro de la lengua, en lugar de hacia los lados.
•El mecanismo de la corriente de aire es pulmonar , lo que significa que se articula empujando el aire únicamente con los músculos intercostales y el diafragma , como en la mayoría de los sonidos.

## Aparece en

### Uvular prototípica
| idioma     | idioma                 | Palabra | AFI             | Significado | Notas                                             |
| ---------- | ---------------------- | ------- | --------------- | ----------- | ------------------------------------------------- |
| Alemánico  | Alto y otros dialectos | Gschänk | [ˈkʃæŋq͡χ]       | 'presente'  | Velar k͡x en otros dialectos                       |
| adigué     | Natujaitsy             | кхъэ    | [q͡χa]ⓘ          | 'tumba'     | Dialectal. Corresponde a [qʰ] en otros dialectos. |
| Avar       | Avar                   | хъарахъ | [q͡χʰːaˈraq͡χʰː]ⓘ | 'arbusto'   | Contrasta con [q͡χʼː].                             |
| inglés     | Escocés                | clock   | [kl̥ɒq͡χ]         | 'reloj'     | Posible realización con la letra final /k/.       |
| cabardiano | cabardiano             | кхъэ    | [q͡χa]ⓘ          | 'grave'     |                                                   |
| Persa      | algunos dialectos      | ﻗﻔل‎     | [q͡χofl]         | 'cerrar'    | Fortificación de la letra inicial /q/.            |
| Klingon    |                        | Qapla'  | [q͡χapʰlaʔ]      | 'éxito'     |                                                   |

### Pre-uvular
| idioma | idioma | Palabra | AFI      | Significado | Notas                                                             |
| ------ | ------ | ------- | -------- | ----------- | ----------------------------------------------------------------- |
| Uzbeco | Uzbeco | quruq   | [q̟uɾ̪uq̟͡χ̟] | 'seco'      | alofono de /q/ en la palabra final y posiciones preconsonánticas. |